# Пякупур
Пякупу́р — річка в Ямало-Ненецькому автономному окрузі, ліва притока (твірна) Пура (басейн Карського моря).
- Довжина 542 км, (від джерела Янг'ягун — 635 км),
- Сточище 31 400 км².
- Середня витрата води 290 м³/сек.

Бере початок злиттям річок Янг'ягун і Нючавотияха на височині Сибірські Ували, тече по заболоченій і лісистій низовині. Живлення змішане, з перевагою снігового. У басейні — приблизно 32600 озер. Повіддя із травня по серпень. Замерзає в жовтні, розкривається наприкінці травня — початку червня. Багата рибою. На лівобережжі Пякупура — Комсомольське газове і Губкинське нафтогазове родовища.